# Anthurium chorense
Anthurium chorense är en kallaväxtart som beskrevs av Adolf Engler. Anthurium chorense ingår i släktet Anthurium och familjen kallaväxter. Inga underarter finns listade.